# Guilherme Bissoli
Guilherme Bissoli Campos (Jaú, 9 gennaio 1998) è un calciatore brasiliano, attaccante del Buriram Utd.

## Caratteristiche tecniche
È un centravanti.

## Carriera
Cresciuto nel settore giovanile dell'XV de Jaú, nel 2009 è stato acquistato dal San Paolo con cui ha fatto tutta la trafile delle giovanili. Ha debuttato in prima squadra il 3 luglio 2016 disputando l'incontro di Copa Paulista perso 2-1 contro l'Ituano. Nel gennaio 2019 è passato a titolo definitivo all'Athl. Paranaense.

## Statistiche
Statistiche aggiornate al 12 marzo 2020.

### Presenze e reti nei club
| Stagione         | Squadra          | Campionato       | Campionato | Campionato | Coppe nazionali | Coppe nazionali | Coppe nazionali | Coppe continentali | Coppe continentali | Coppe continentali | Altre coppe | Altre coppe | Altre coppe | Totale | Totale | Totale |
| Stagione         | Squadra          | Comp             | Pres       | Reti       | Comp            | Pres            | Reti            | Comp               | Pres               | Reti               | Comp        | Pres        | Reti        | Pres   | Reti   |        |
| ---------------- | ---------------- | ---------------- | ---------- | ---------- | --------------- | --------------- | --------------- | ------------------ | ------------------ | ------------------ | ----------- | ----------- | ----------- | ------ | ------ | ------ |
| 2016             | San Paolo        | A1/SP+A          | 0          | 0          | CB              | 0               | 0               | CL                 | 0                  | 0                  | CP          | 7           | 1           | 7      | 1      |        |
| 2017             | San Paolo        | A1/SP+A          | 0+1        | 0          | CB              | 0               | 0               |                    | -                  | -                  | CP          | 7           | 4           | 8      | 4      |        |
| 2018             | San Paolo        | A1/SP+A          | 1+0        | 0          | CB              | 1               | 0               |                    | -                  | -                  |             | -           | -           | 2      | 0      |        |
| Totale San Paolo | Totale San Paolo | Totale San Paolo | 2          | 0          |                 | 1               | 0               |                    | 0                  | 0                  |             | 14          | 5           | 17     | 5      |        |
| 2019             | Athl. Paranaense | A1/PR+A          | 0          | 0          | CB              | 0               | 0               |                    | -                  | -                  |             | -           | -           | 0      | 0      |        |
| 2020             | Athl. Paranaense | A1/PR+A          | 0+2        | 2          | CB              | 0               | 0               | CL                 | 2                  | 1                  | SB          | 1           | 0           | 5      | 3      |        |
| Totale carriera  | Totale carriera  | Totale carriera  | 4          | 2          |                 | 1               | 0               |                    | 2                  | 1                  |             | 15          | 5           | 22     | 8      |        |

## Palmarès

### Club

#### Competizioni nazionali
- Thai League: 2

Buriram United: 2023-2024, 2024-2025
- Thai FA Cup: 1

Buriram United: 2024-2025

#### Competizioni statali
- Campionato Paranaense: 1

Athl. Paranaense: 2023

### Individuale
- Capocannoniere del campionato thailandese: 1

2024-2025 (25 reti)